# آدیولا
آدیولا یک منطقهٔ مسکونی در جیبوتی است که در منطقه تاجوره واقع شده‌است. آدیولا ۹۶۱ متر بالاتر از سطح دریا واقع شده‌است.